# Erioptera whitei
Erioptera whitei är en tvåvingeart som beskrevs av Alexander 1930. Erioptera whitei ingår i släktet Erioptera och familjen småharkrankar.
Artens utbredningsområde är Guatemala. Inga underarter finns listade i Catalogue of Life.